# دره آمبی

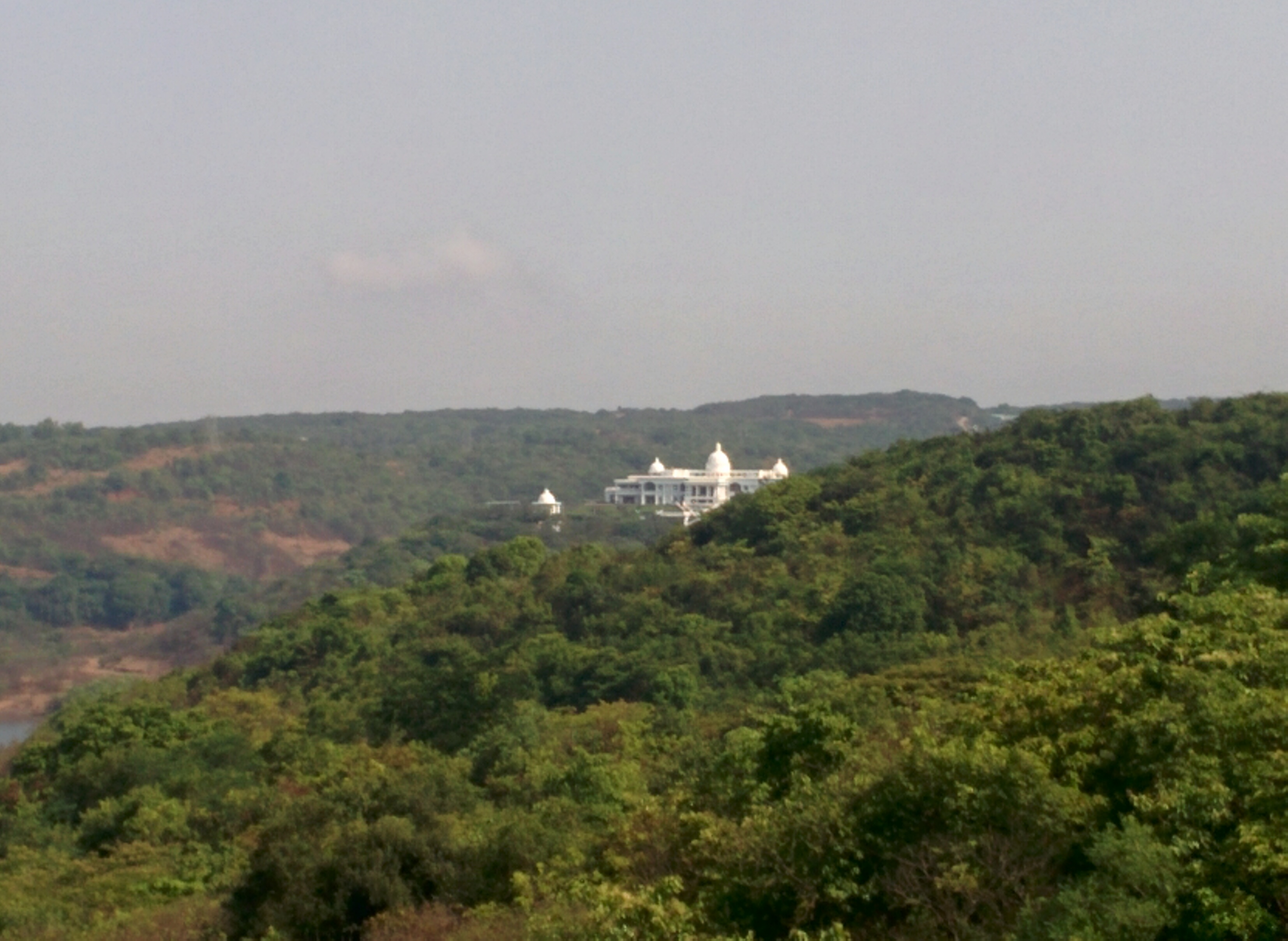
شهر دره آمبی

شهر دره آمبی یک شهرستان است که توسط صحرا ایندیا پاریور توسعه یافته‌است.
این شهر برای ابرثروتمندان هند ساخته شد و در پنج مرحله توسعه یافت. بین ۶۰۰ – ۸۰۰ خانه ییلاقی لوکس دارد. این شهر که در سال ۲۰۰۶ تأسیس شد، در ۱۰٬۶۰۰ جریب فرنگی (۴٬۳۰۰ هکتار) از زمین‌های تپه ای در تپه‌های سهیدری گات غربی است.
فاصله این شهر حدود ۲۳ کیلومتر (۱۴ مایل) از لوناوالا، ۸۷ کیلومتر (۵۴ مایل) از شهر پونا و ۱۲۰ کیلومتر (۷۵ مایل) از شهر بمبئی است. این شهرستان دارای یک فرودگاه است که در اواخر سال ۲۰۱۶ فعالیت خود را متوقف کرد میانگین بارندگی سالانه آن از ژوئن تا سپتامبر ۴٬۰۰۰ میلیمتر (۱۶۰ اینچ) است.
در سال ۲۰۱۴، شهر دره آمبی یک قرارداد ۴ ساله حمایت مالی ۱۴ میلیون دلاری با تیم ملی کریکت بنگلادش امضا کرد. هیئت کریکت بنگلادش بدون ذکر دلیل، این قرارداد را ۱۵ ماه قبل از پایان برنامه پایان داد.